# かずみん
かずみん（1973年11月12日 - ）は、日本のお笑いタレント。所属事務所は吉本興業。東京都世田谷区出身。身長177cm、体重65kg。血液型O型。

## 略歴・人物
世田谷区にて生まれる。高校生の時にJUN SKY WALKER(S)の音楽に影響を受けファッションなども全てジュンスカから始まっており、今でも大ファンでメンバーの方に会ったことはあるがボーカルの宮田和弥だけには未だ会えたことが無いという。
1994年にスクールJCAへ3期生として入学しており、かつては養成所の同期生だった中田喜之とお笑いコンビ「スウィング」として活動。当時はサンミュージックに所属していた。
2003年にスウィングを解散し、「カズミV（カズミファイブ）」としてピンでの活動を始める。その後「カズミファイブ」と改名し、2008年5月10日にサンミュージックを退社。ライトハウスへの移籍を経て、現在はフリーランスで活動している。
2012年から1年間、見た目が邦彦、よしえつねおなどと共に「3WAY」というミドル単独ライブを開催。
2013年、ドラマ「フレネミー」に出演。共演者のEXILEのSHOKICHI&NAOTO、三代目 J Soul Brothersの山下健二郎とも交友関係を持つようになる。わざわざ握手会へCDなどを購入して行く様な関係である。
2016年にダイエットして2週間で20キロ落とした経歴もあり、今現在（2020年）もキープしている。
2017年9月18日、「かずみん」に改名。知人に勧められて変えたため、本人は自分から名前を言うのに照れてしまうという。
2018年から、坂上忍や大泉洋のものまねをしてる。坂上忍本人からものまねの公認を頂いたエピソードなどもある。また、2018年6月から滝沢カレンのモノマネをするらりるRIEとユニット「坂上カレン」として活動中。その傍ら、2020年からは演出・プロデュースなど裏方業にも携わっている。
2021年7月、ぴっかり高木とユニット「ぴっかり高木とかずみん」を結成。同年のM-1グランプリに出場し、2回戦へ進出。2022年1月から正式にコンビとなった事が発表され、それに伴い吉本興業所属となった。

## 芸風
漫談においてはタキシード、2013年からド派手なスーツを着て、お客に1回こびを売り、客を油断させてから怒鳴るような吠え口調で喋ることが多く、周りの芸人をネタにすることも多い。また、自分の芸歴の長さを自虐的なネタにすることもあり、客いじりをしたり、客に突っ込んだりすることもよくある。あくまでも“キレキャラ”でお客さんも納得してくれてる。
これまでのネタの中で、「お笑い予備校」のネタでは、鉢巻をした予備校の講師のキャラクターで、めくり芸で変なお笑いコンビの名前や芸人の芸名にツッコミを入れていくというネタを演じている（おもしろお、金魚飲み太郎等）。他には、黒塗りをしたダンサーのキャラクターに扮したものや、「芸能人検定」「ベシャリ寿司」「クレームおばちゃま」などのネタ、『ONE PIECE』のサンジ、刑事コロンボに扮してネタを演じるものなどがあった。
また「伝説のショートコント」と称して、ショートコントをするときもある。腰の低いような登場の仕方とつかみの喋りをして、鬼や天狗のお面をかぶった途端に「本音」としてきついツッコミの喋りをするという漫談も行っている。ネタは100本以上あるが、本人曰く使えるネタは2本。
前述の坂上忍や大泉洋の他に、立川志らく・濱津隆之・小田井涼平・カマたく・片岡愛之助などのものまねレパートリーがある。

## 出演

### テレビ
- 爆笑オンエアバトル（NHK総合テレビ）- 戦績1勝3敗 最高385KB ※スウィング時代
- 人類滅亡と13のコント集（日本テレビ）- ドラマパート「ブラボー黒岩」役
- エンタの天使（日本テレビ）- 2008年2月6日（第2回）、2010年2月17日（第14回）
  - 第2回放映時のキャッチコピーは「キレ系ブラック☆弾サー」。
  - 第14回放映時のキャッチコピーは「お笑い春期講習」。
- あらびき団（TBSテレビ）- 2009年10月28日初出演
- フレネミー 〜どぶねずみの街〜（日本テレビ）- 2013年7月3日～2013年9月18日
- 行列のできる法律相談所（日本テレビ）坂上忍再現VTR
- 関ジャニ∞クロニクル （フジテレビ）- 2016年9月10日「自称そっくりサスペンス」に出演
- 有田ジェネレーション（TBSテレビ）- 2018年9月13日  ユニット「坂上カレン」で初出演
- 朝まであらびき団SP あら1グランプリ2018（TBSテレビ）- 2018年12月29日  ユニット「かずみん&RIE」として出演
- ウチのガヤがすみません!（日本テレビ）- 2019年6月4日  ユニット「坂上カレン」で初出演

＊2022 ものまねグランプリ 大泉洋ものまね
＊2022 じゅん散歩
＊2024 モヤさま
＊2024 サンジャポ

### Web TV
- お笑い××（チョメチョメ）ナイト（あっ!とおどろく放送局）- 第3週レギュラー
- 7.2 新しい別の窓「第11回 7.2新しい別の窓 第1回ななにーpresents THE ものマネー」（2019年2月3日、AbemaTV）

### 映画
- 乱死怒町より愛を吐いて（2015年）
- 東京アディオス（2019年、プレシディオ）

## DVD
- 嗚呼、涙のハードコアお笑い劇場（ワイレア出版）。